# The Planter's Plantation
Pour plus de détails, voir Fiche technique et Distribution.
The Planter's Plantation (littéralement « la plantation du planteur ») est un film musical camerounais réalisé par Eystein Young Dingha, sorti en 2022. Allégorie du néocolonialisme, le film est la candidature du Cameroun pour l'Oscar du meilleur film international à la 95e cérémonie des Oscars.

## Synopsis
Dans les années 1960, Enanga, une jeune fille, va contre vents et marées préserver une plantation léguée à son père par un membre de l'administration coloniale.

## Fiche technique
- Titre : The Planter's Plantation
- Réalisation : Eystein Young Dingha
- Musique : Emmanuel Ewanga, Leonette Ayeah, Godemma Music, Loic Sumfor
- Pays d'origine :  Cameroun
- Genre : Drame, musical
- Durée : 174 minutes
- Date de sortie : 2022
- Langue : pidgin, anglais

## Distribution
- Loveline Nimo : Enanga
- Nkem Owoh : Mr. Planter
- Loic Sumfor : Adamu
- Stephanie Tum : Miss Tosangeng
- Quinny Ijang : Mrs Planter
- Syriette Che : Georgiana
- Samson Vugah : Azang
- Lovert Lambe : Litumbe
- Lilian Mbeng : Matilda
- Irene Nangi : Mrs. Asong
- Alexander Powers : Mr. James Whittaker

## Distinctions
- The Planter's Plantation a été sélectionné comme candidat camerounais pour le meilleur long métrage international lors de la 95e cérémonie des Oscars[3].
- 2022 : Écran d'or (le premier pour un film camerounais en 26 ans) et deux autres prix au Festival des Écrans noirs[4].
- 2022 : Meilleure actrice au Festival international du film d'Afrique pour son actrice principale, Nimo Loveline[5].
- 2023 : Prix spécial Ecobank Ousmane Sembene et Prix spécial Plan international Burkina de l'égalité aux filles pour la combattivité et l'innovation en faveur des filles au FESPACO 2023
- 2023 : Meilleur film international, Uganda Film Festival
- 2023 : Yarha D’Or au Yarha Film Festival
- 2023 : Meilleur Film aux LFC Awards
- 2023 : Balafon d’Or du meilleur film, meilleure réalisation, meilleure affiche, meilleur scénario, meilleur costume et Golden Awards aux Balafons 7a de Douala[6]
- 2024 : Meilleur film de fiction au Festival Vues d’Afrique